# Abies ziyuanensis
Abies ziyuanensis je druh jedle, jehličnatého stromu z čeledi borovicovité. Tento druh se vyskytuje v horách v jižní Číně a je považován za ohrožený.

## Synonyma
- Abies beshanzuensis varieta ziyuanensis,
- Abies dayuanensis,
- Abies fabri varieta ziyuanensis.

## Popis
Stálezelený, jehličnatý, rychle rostoucí (30 cm za rok, více než 4,5 m za 10 let) strom, dorůstající 30 m. Kmen je přímý, okrouhlý a dosahuje průměru 0,9 m. Koruna je oválovitá. Větve jsou dlouhé a rostoucí vodorovně. Borka je zpočátku hladká a šedá, později nepravidelně šupinovitá, rýhovaná, rozbrázděná a bledě šedá. Letorosty jsou tlusté, zpočátku světle žluté či žlutohnědé, někdy se ve 3 či 4  roce zbarvující do šedočerna; na povrchu rýhované a rozbrázděné, hladké či s krátkými chlupy v rýhách, s kruhovými listovými jizvami. Vegetativní pupeny (základ pro stonek a listy) jsou vejčité až kuželovité, pokryté bílou pryskyřicí; pupenové šupiny jsou trojúhelníkové, žlutohnědé. Jehlice jsou spirálovitě uspořádané, na horních stranách hlavních větví směřující vzhůru, na spodních stranách a na postranních letorostech hřebenovitě uspořádané do dvou postranních sad, přímé, nepravidelné; 1-4,2 cm dlouhé a 2,5-3,5 mm široké; seshora leskle tmavozelené, vespod se dvěma bílými průduchovými pruhy; se dvěma pryskyřičnými kanálky na okrajích, na špičce se zářezem. Samčí šištice jsou postranní, v listovém úžlabí, 20 mm dlouhé, žluté, s červenými mikrosporofyly. Samičí šištice jsou postranní, rostou na 5–10 mm dlouhých stopkách; šišky jsou válcovitě elipsoidní, zpočátku zelené či žlutozelené, později tmavozelenohnědé a nakonec ve zralosti tmavohnědé, 7–12 cm dlouhé a 3,5-4,5 cm široké; úžlabí je neopadávající; podpůrné šupiny jsou 21–23 mm dlouhé, uprostřed zúžené; okrajová část je ve tvaru špachtle, kruhová či zkrácená, s vyčnívajícím, zpětně zahnutým, ostrým, malým a hrotitým vrcholem; semenné šupiny jsou uprostřed šišky polokruhově či ledvinovitě lichoběžníkovité, na bázi laločnaté; 2,3-2,5 mm dlouhé a 3-3,3 mm široké; na okraji bočně nepravidelně zubaté. Semena jsou purpurově šedá, opačně trojúhelníková, 10 mm dlouhá s 14 mm dlouhým, lesklým, skvrnitým, široce sekerovitým křídlem. Zimní pupeny jsou kuželovité. Strom kvete v květnu. Semena dozrávají říjen-listopad.

## Příbuznost
Jedle Abies ziyuanensis je blízce příbuzná s jedlemi:
- Abies beshanzuensis,
- Abies yuanbaoshanensis,
- Abies homolepis a
- Abies chensiensis.

Některými botaniky je Abies ziyuanensis považována pouze za varietu jedle beshanzuensis, toznamená: Abies beshanzuensis varieta ziyuanensis.
Abies ziyuanensis se (od Abies beshanzuensis) liší: podlouhlými hlavními vrcholovými (terminálními) pupeny (= pupeny na konci hlavní osy větve); podlouhle válcovitými, tmavozelenohnědými a později ve zralosti tmavohnědými samičími šišticemi (= šiškami); širšími nebo většími semennými šupinami na spodních stranách a širší vrcholovou částí podpůrných šupin, která je téměř kruhově zkrácená; purpurovými křídly semen.

## Výskyt
Domovem stromu je Čína autonomní oblast Kuang-si (v severovýchodní části této oblasti - Yuanbao Shan a Rongshui Xian) a provincie Chu-nan (v jihozápadní části této provincie - Ziyuan Xian, Chenbu a Xingni).

## Ekologie
Horský strom, rostoucí v nadmořských výškách 1650–1750 m, ve studeném a vlhkém klimatu, s průměrnou roční teplotou kolem 10 °C, v zimě klesající k −10 °C (zimní období zde trvá 4-5 měsíců, listopad-březen). Strom má rád přímé oslunění a dobře odvodňovanou půdu. Půdy žlutohnědé s pH 4.5-5  (půdy kyselé). Strom roste ve smíšených lesích. V nadmořských výškách nad 1700 m je kolem hory Yuanbao Shan nahrazena jedlí Abies yuanbaoshanensis.

## Ohrožení
Strom je považován za ohrožený a stav jeho populace je klesající, celá populace stromu je odhadována na méně než 2000 jedinců. V minulosti kácen pro dřevo (pro výskyt v nižších nadmořských výškách a tím snadnou dostupnost), dnes většinou již kácen není. Současné hrozby představují sesuvy půdy a přílišné spásání ovcemi a skotem. Některé části populace této jedle se vyskytují v chráněných oblastech, kde jsou chráněny jako jejich součást. Regenerace populace tohoto stromu je nedostatečná (rozmnožování tohoto stromu probíhá pomalu, většinu populace navíc tvoří přestárlé stromy a je málo nových semenáčů), přesto žádná zvláštní ochranná opatření neprobíhají.